# Lytrosis permagnaria
Lytrosis permagnaria är en fjärilsart som beskrevs av Alpheus Spring Packard 1876. Lytrosis permagnaria ingår i släktet Lytrosis och familjen mätare. Inga underarter finns listade i Catalogue of Life.